# Педроган-де-Сан-Педру
Педроган-де-Сан-Педру (порт. Pedrógão de São Pedro)  —  район (фрегезия) в Португалии,  входит в округ Каштелу-Бранку. Является составной частью муниципалитета  Пенамакор. По старому административному делению входил в провинцию Бейра-Байша. Входит в экономико-статистический  субрегион Бейра-Интериор-Сул, который входит в Центральный регион. Население составляет 580 человек на 2001 год. Занимает площадь 21,78 км².
Покровителем района считается Апостол Пётр (порт. São Pedro). 